# Staurois latopalmatus
Staurois latopalmatus és una espècie de granota que viu a Brunei, Indonèsia i Malàisia.